# Lutz Eigendorf
Lutz Eigendorf, né le 16 juillet 1956 à Brandebourg-sur-la-Havel et mort le 7 mars 1983 à Brunswick, est un joueur de football allemand. International sous le maillot de la RDA, il fait défection à l'Ouest en 1979, mais meurt dans un accident de voiture quatre ans plus tard. L'hypothèse d'un éventuel assassinat perpétré par les services secrets est-allemands n'a jamais pu être confirmée ou infirmée.

## En Allemagne de l'Est

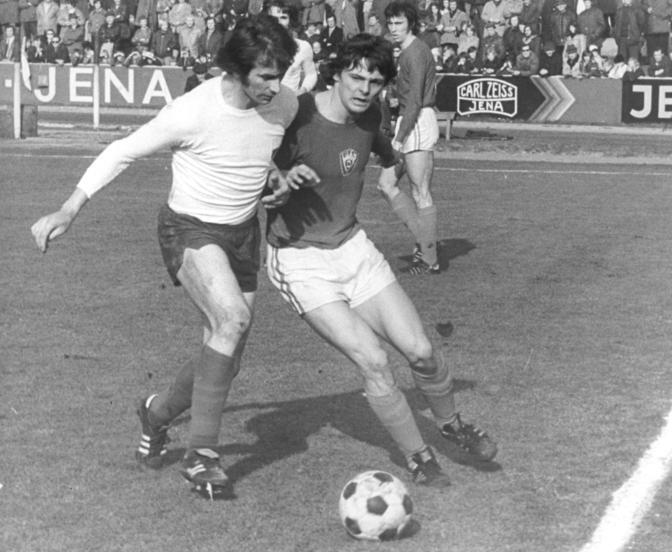
Lutz Eigendorf (à droite) dans un match Jena - Dynamo

Né à Brandebourg-sur-la-Havel, Lutz Eigendorf porte d'abord les couleurs du club local de Motor Süd Brandenburg. Il rejoint le Dynamo Berlin en 1970 et fait ses débuts en équipe première en 1974.
Il porte pour la première fois le maillot de la RDA lors d'une rencontre internationale contre la Bulgarie en août 1978. Il marque les deux buts de son équipe, le match se soldant par un score de deux partout. Il joue en tout à six reprises sous les couleurs de la RDA, inscrivant trois buts. Sa dernière rencontre internationale est un match amical contre l'Irak en février 1979.

## Défection à l'ouest
Le 20 mars 1979, Eigendorf profite d'un match amical joué à Giessen contre le club ouest-allemand de Kaiserslautern pour fuir à l'Ouest. Alors qu'il espérait jouer rapidement sous les couleurs du Kaiserslautern, cette défection lui vaut une suspension d'un an infligée par l'UEFA, période durant laquelle il prend la direction d'une équipe de jeunes au sein de son nouveau club.
Si ce n'est pas la première fois qu'un athlète est-allemand fait défection, la fuite d'Eigendorf est particulièrement embarrassante pour le régime de la RDA. Le Dynamo Berlin est en effet sous la tutelle du ministère de la Sécurité d'État (la Stasi), et c'est un affront personnel pour le ministre Erich Mielke.

## Décès
En 1983, Eigendorf quitte Kaiserslautern pour rejoindre l'Eintracht Brunswick. Mais il est grièvement blessé dans un accident de la route le 5 mars, et meurt deux jours plus tard. La police, qui constate que le footballeur était seul au volant de son véhicule et en état d'ébriété avancée, écarte toute hypothèse criminelle. D'aucuns jugent pourtant suspectes les circonstances de l'accident, notamment parce que différents témoins affirment qu'Eigendorf n'avait bu qu'une petite quantité de bière le soir de l'accident.
Après la chute du mur, l'ouverture des archives de la Stasi montre que les services secrets est-allemands s'intéressaient de très près à Eigendorf. L'hypothèse d'un assassinat est relancée, notamment par le journaliste et écrivain Heribert Schwan, auteur en 2000 d'un documentaire télévisé et d'un livre intitulés Tod dem Verräter (« Mort au traitre »). Selon le procureur général Hans-Jürgen Grasemann, il n'existe pourtant aucune preuve formelle permettant d'affirmer que la mort du footballeur n'est pas accidentelle.